# Resipiscenza
Il termine resipiscenza indica l'atto del ravvedersi, riconoscendo espressamente il proprio errore.

## Uso
Nel linguaggio giuridico penale è usata come sinonimo di ravvedimento operoso: è il caso, ad esempio, dell'art. 630 c.p. (sequestro di persona a scopo di estorsione) commi 4° e 5°, inseriti nell'articolo in questione proprio per favorire il ravvedimento operoso o la resipiscenza, appunto, dell'autore o di taluno dei compartecipi del reato. Ha acquisito un indubbio valore di voce dotta, spesso usata in ambito giuridico.

## Etimologia
Deriva dal latino resipiscentia, dal verbo resipiscere “ravvedersi”, o più propriamente “riprendere i sensi”.